# Walter Montagu-Douglas-Scott, 8:e hertig av Buccleuch
Walter Montagu-Douglas-Scott, 8:e hertig av Buccleuch och 10:e hertig av Queensberry, född den 30 december 1894, död den 4 oktober 1973, var en brittisk aristokrat, son till John Montagu-Douglas-Scott, 7:e hertig av Buccleuch.
Han var hertig av Buccleuch och Queensberry från 1935 till sin död.

## Familj
Gift 1921 med Vreda Esther Mary Lascelles (1900-1993) och hade tre barn: 
- Lady Elizabeth Diana Montagu-Douglas-Scott (1922- ); gift 1946 med Hugh Algernon Percy, 10:e hertig av Northumberland (1914-1988)
- Walter Montagu-Douglas-Scott, 9:e hertig av Buccleuch (1923-2007); gift 1953 med Jane McNeill
- Lady Caroline Margaret Montagu-Douglas-Scott (1927- ); gift 1951 med sir Ian Hedworth John Little Gilmour, 3:e baronet, lord Gilmour av Craigmillar (1926- )